# Сокол (Завьяловский район)
Со́кол — деревня в северной части Завьяловского района Удмуртии, входящая в Ягульское сельское поселение сельское поселение. Расположена в 33 км к северу от центра Ижевска.
Ранее через деревню проходила узкоколейная железная дорога, соединяющая её с Русским Вожоем и Хохряками, обслуживавшая торфопредприятие.

## История
Торфопредприятие «Сокол» открылось в 1956 году. В 1965 году посёлок Торфобрикетный завод входит в состав Иж-Забегаловского сельсовета Якшур-Бодьинского района. В 1966 году посёлок передаётся в Ягульский сельсовет и при этом уже имеет современное название. В 2004 году посёлок преобразовывается в деревню.

## Население
| 2002 | 2010 |
| ---- | ---- |
| 317  | ↗329 |

## Экономика и социальная сфера
Главным предприятием деревни является торфопредприятие «Сокол», входящее в ОАО «Удмуртторф». С 1962 по 1986 год предприятие занималось производством торфобрикетов, с 1986 года — добычей сельхозторфа.
В Соколе работает детский сад, филиал МОУ «Ягульская СОШ».

## Улицы
- Дачная улица
- Железнодорожная улица
- Заводская улица
- Кедровая улица
- Клубная улица
- Кооперативная улица
- Ленина улица
- Лесная улица
- Сосновая улица
- Строительная улица
- Сувенирная улица[9]